# Thạch Cừ
Thạch Cừ (chữ Hán giản thể: 石渠县, Hán Việt: Thạch Cừ huyện) là một huyện thuộc Châu tự trị dân tộc Tạng Cam Tư, tỉnh Tứ Xuyên, Cộng hòa Nhân dân Trung Hoa. Huyện này có diện tích 24.944 km2, dân số năm 2002 là 60.000 người. Huyện Thạch Cừ được chia ra các đơn vị hành chính gồm 2 trấn và 20 hương.
- Trấn: Nê Hạp và Lạc Tu.
- Hương: Hà Trát, Khởi Ổ, Nghị Ngưu, Tân Vinh, Mông Nghị, Ôn Ba, Ngõa Tu, Trường Tu Can Mã, A Nhật Trát, Cách Mạnh, Trát Y, Chân Đạt, Bôn Đạt, Chính Hoa, Ma Hạp, Đức Vinh Mã, Nga Đa Mã, Trường Sa Cống Mã, Trường Sa Can Mã.

## Khí hậu
| Dữ liệu khí hậu của Thạch Cừ, elevation 4.200 m (13.800 ft), (1991–2020 normals, extremes 1981–2010) | Dữ liệu khí hậu của Thạch Cừ, elevation 4.200 m (13.800 ft), (1991–2020 normals, extremes 1981–2010) | Dữ liệu khí hậu của Thạch Cừ, elevation 4.200 m (13.800 ft), (1991–2020 normals, extremes 1981–2010) | Dữ liệu khí hậu của Thạch Cừ, elevation 4.200 m (13.800 ft), (1991–2020 normals, extremes 1981–2010) | Dữ liệu khí hậu của Thạch Cừ, elevation 4.200 m (13.800 ft), (1991–2020 normals, extremes 1981–2010) | Dữ liệu khí hậu của Thạch Cừ, elevation 4.200 m (13.800 ft), (1991–2020 normals, extremes 1981–2010) | Dữ liệu khí hậu của Thạch Cừ, elevation 4.200 m (13.800 ft), (1991–2020 normals, extremes 1981–2010) | Dữ liệu khí hậu của Thạch Cừ, elevation 4.200 m (13.800 ft), (1991–2020 normals, extremes 1981–2010) | Dữ liệu khí hậu của Thạch Cừ, elevation 4.200 m (13.800 ft), (1991–2020 normals, extremes 1981–2010) | Dữ liệu khí hậu của Thạch Cừ, elevation 4.200 m (13.800 ft), (1991–2020 normals, extremes 1981–2010) | Dữ liệu khí hậu của Thạch Cừ, elevation 4.200 m (13.800 ft), (1991–2020 normals, extremes 1981–2010) | Dữ liệu khí hậu của Thạch Cừ, elevation 4.200 m (13.800 ft), (1991–2020 normals, extremes 1981–2010) | Dữ liệu khí hậu của Thạch Cừ, elevation 4.200 m (13.800 ft), (1991–2020 normals, extremes 1981–2010) | Dữ liệu khí hậu của Thạch Cừ, elevation 4.200 m (13.800 ft), (1991–2020 normals, extremes 1981–2010) |
| Tháng                                                                                                | 1 | 2 | 3 | 4 | 5 | 6 | 7 | 8 | 9 | 10                                                                                                   | 11                                                                                                   | 12                                                                                                   | Năm                                                                                                  |
| --- | --- | --- | --- | --- | --- | --- | --- | --- | --- | --- | --- | --- | --- |
| Cao kỉ lục °C (°F)                                                                                   | 12.1 (53.8)                                                                                          | 10.2 (50.4)                                                                                          | 14.8 (58.6)                                                                                          | 17.5 (63.5)                                                                                          | 20.7 (69.3)                                                                                          | 23.1 (73.6)                                                                                          | 23.5 (74.3)                                                                                          | 22.6 (72.7)                                                                                          | 21.7 (71.1)                                                                                          | 19.1 (66.4)                                                                                          | 12.5 (54.5)                                                                                          | 10.0 (50.0)                                                                                          | 23.5 (74.3)                                                                                          |
| Trung bình ngày tối đa °C (°F)                                                                       | −2.4 (27.7)                                                                                          | 0.0 (32.0)                                                                                           | 3.3 (37.9)                                                                                           | 7.2 (45.0)                                                                                           | 11.0 (51.8)                                                                                          | 14.0 (57.2)                                                                                          | 16.0 (60.8)                                                                                          | 15.9 (60.6)                                                                                          | 13.3 (55.9)                                                                                          | 7.4 (45.3)                                                                                           | 2.4 (36.3)                                                                                           | −1 (30)                                                                                              | 7.3 (45.1)                                                                                           |
| Trung bình ngày °C (°F)                                                                              | −11.5 (11.3)                                                                                         | −8.3 (17.1)                                                                                          | −4.3 (24.3)                                                                                          | 0.0 (32.0)                                                                                           | 3.9 (39.0)                                                                                           | 7.4 (45.3)                                                                                           | 9.3 (48.7)                                                                                           | 8.7 (47.7)                                                                                           | 5.9 (42.6)                                                                                           | 0.0 (32.0)                                                                                           | −6.2 (20.8)                                                                                          | −10.5 (13.1)                                                                                         | −0.5 (31.1)                                                                                          |
| Tối thiểu trung bình ngày °C (°F)                                                                    | −19.4 (−2.9)                                                                                         | −15.7 (3.7)                                                                                          | −10.8 (12.6)                                                                                         | −5.8 (21.6)                                                                                          | −1.8 (28.8)                                                                                          | 2.4 (36.3)                                                                                           | 3.8 (38.8)                                                                                           | 2.8 (37.0)                                                                                           | 0.6 (33.1)                                                                                           | −5.2 (22.6)                                                                                          | −13 (9)                                                                                              | −18.5 (−1.3)                                                                                         | −6.7 (19.9)                                                                                          |
| Thấp kỉ lục °C (°F)                                                                                  | −37.2 (−35.0)                                                                                        | −31.8 (−25.2)                                                                                        | −27.5 (−17.5)                                                                                        | −15.9 (3.4)                                                                                          | −11.2 (11.8)                                                                                         | −6 (21)                                                                                              | −4.1 (24.6)                                                                                          | −7.9 (17.8)                                                                                          | −10 (14)                                                                                             | −20.3 (−4.5)                                                                                         | −30.3 (−22.5)                                                                                        | −37.8 (−36.0)                                                                                        | −37.8 (−36.0)                                                                                        |
| Lượng Giáng thủy trung bình mm (inches)                                                              | 7.5 (0.30)                                                                                           | 10.0 (0.39)                                                                                          | 16.7 (0.66)                                                                                          | 28.8 (1.13)                                                                                          | 62.0 (2.44)                                                                                          | 108.6 (4.28)                                                                                         | 118.3 (4.66)                                                                                         | 92.1 (3.63)                                                                                          | 92.6 (3.65)                                                                                          | 46.4 (1.83)                                                                                          | 6.9 (0.27)                                                                                           | 4.0 (0.16)                                                                                           | 593.9 (23.4)                                                                                         |
| Số ngày giáng thủy trung bình (≥ 0.1 mm)                                                             | 6.7                                                                                                  | 7.9                                                                                                  | 12.5                                                                                                 | 15.4                                                                                                 | 20.3                                                                                                 | 23.8                                                                                                 | 20.8                                                                                                 | 18.5                                                                                                 | 20.8                                                                                                 | 16.0                                                                                                 | 6.5                                                                                                  | 4.8                                                                                                  | 174                                                                                                  |
| Số ngày tuyết rơi trung bình                                                                         | 8.9                                                                                                  | 11.5                                                                                                 | 15.9                                                                                                 | 19.5                                                                                                 | 19.4                                                                                                 | 5.8                                                                                                  | 1.2                                                                                                  | 1.1                                                                                                  | 7.8                                                                                                  | 18.3                                                                                                 | 9.2                                                                                                  | 7.2                                                                                                  | 125.8                                                                                                |
| Độ ẩm tương đối trung bình (%)                                                                       | 45                                                                                                   | 45                                                                                                   | 48                                                                                                   | 55                                                                                                   | 62                                                                                                   | 68                                                                                                   | 68                                                                                                   | 69                                                                                                   | 71                                                                                                   | 67                                                                                                   | 53                                                                                                   | 46                                                                                                   | 58                                                                                                   |
| Số giờ nắng trung bình tháng                                                                         | 205.0                                                                                                | 188.2                                                                                                | 203.9                                                                                                | 207.1                                                                                                | 199.9                                                                                                | 170.6                                                                                                | 191.6                                                                                                | 190.2                                                                                                | 177.1                                                                                                | 188.4                                                                                                | 210.2                                                                                                | 211.4                                                                                                | 2.343,6                                                                                              |
| Phần trăm nắng có thể                                                                                | 64                                                                                                   | 60                                                                                                   | 55                                                                                                   | 53                                                                                                   | 46                                                                                                   | 40                                                                                                   | 44                                                                                                   | 47                                                                                                   | 48                                                                                                   | 54                                                                                                   | 68                                                                                                   | 68                                                                                                   | 54                                                                                                   |
| Nguồn: China Meteorological Administration                                                           | | | | | | | | | | | | | |